# Patrick Pothuizen
Patrick Pothuizen (Culemborg, 15 de maio de 1972) é um futebolista holandês, que atua como defensor. Defende o NEC desde 2004. Atuou também por Vitesse, Dordrecht'90 e Twente.